# 皇家蘇格蘭地理學會
皇家蘇格蘭地理學會（英語：Royal Scottish Geographical Society,RSGS） 是蘇格蘭的一家學會，成立於1884年，當時位於伯斯。協會擁有2500名會員，旨在促進世界範圍內地理學的發展。學會發行有蘇格蘭地理雜誌等出版物。

## 外部連結
- List of Honorary Fellows
- List of Fellows[永久]
- Official website （页面存档备份，存于）
- The Gazetteer for Scotland （页面存档备份，存于） Supported by the Royal Scottish Geographical Society
- Images for All Project
- Awards and Medals